# 皮格马利翁
皮格马利翁（希臘語：Πυγμαλίων），又作毕马龙，是希腊神话中塞浦路斯国王，据古罗马诗人奥维德《变形记》中记述，皮格马利翁为一位雕刻家，他根据自己心中理想的女性形象创作了一个象牙塑像，并爱上了他的作品，给“她”起名为伽拉忒亚。爱神阿芙蘿黛蒂（羅馬人稱维纳斯）非常同情他，便给这件雕塑赋予了生命。后来塞浦路斯阿芙蘿黛蒂崇拜的中心就是以皮格马利翁和伽拉忒亚的女儿帕福斯的名字命名。皮格马利翁的故事被后世许多艺术家通过各种形式进行演绎。
- 《皮格马利翁和伽拉忒亚》，[法]让-里奥·杰洛姆绘，1890年，大都会艺术博物馆藏
- 雕塑《皮格马利翁和伽拉忒亚》，[法]法尔康涅，1763年
- The Soul Attains，[英]爱德华·伯恩－琼斯，1878年
- 油画《皮格马利翁和伽拉忒亚》，[法]路易·戈菲耶，1763年
- Pygmalion et Galatée《皮格马利翁》, 1819年